# Stypommisa lerida
Stypommisa lerida är en tvåvingeart som först beskrevs av David Fairchild 1942.  Stypommisa lerida ingår i släktet Stypommisa och familjen bromsar. Inga underarter finns listade i Catalogue of Life.